# هاگینه‌گرد زیبا
هاگینه‌گِرد زیبا (نام علمی: Cyclosorus elegans) نام یک گونه از سرده هاگینه‌گردها است.